# Tripitikloof
De Tripitikloof (Grieks: Τρυπητή χάσμα) is een kloof op het Griekse eiland Kreta. De kloof loopt door het gebergte Lefka Ori en mondt uit in de Libische Zee, tussen de dorpen Sougia en Agia Roumeli. De ingang ligt net als de veel populairdere Samariakloof op de Omaloshoogvlakte.
De Tripitikloof is net als de Samariakloof ongeveer vijftien kilometer lang. Er ligt geen pad of weg door de kloof, waardoor deze zeer moeilijk begaanbaar is. Het wordt dan ook zelfs voor geoefende lopers afgeraden om zonder een gids de Tripitikloof te betreden. Aan het uiteinde van de kloof liggen enkele verlaten woningen en een kapel. In de buurt van het uiteinde, langs de wandelroute E4 richting Sougia, liggen de ruïnes van een Venetiaans fort.